# غزو (فلم)
غزو (الروسية: Вторжение) المعروف أيضاً باسم تجاذب 2، هو فيلم خيال علمي روسي لعام 2020 من إخراج وإنتاج شركة فيودور بوندارتشوك بواسطة استوديو صور الفن وفودورود. تتكشف أحداث الفيلم بعد الأحداث الموضحة في فيلم تجاذب (2017). الفيلم من بطولة إيرينا ستارسينباوم ورينال موخاميتوف و‌ألكسندر بتروف ويوري بوريسوف و‌أولج مينشكوف و‌سيرجي جارماش.
سيكون الفيلم هو ثالث فيلم لـ Bondarchuk والفيلم الروسي الثامن الذي يتم تصويره بتنسيق آيماكس، ويتم عرض الفيلم لأول مرة في المعاينة من نهاية 26 ديسمبر 2019. تم إصدار توزيع واسع للفيلم في روسيا في 1 يناير 2020 بواسطة استوديوهات والت ديزني سوني بيكتشرز ريليسنغ (WDSSPR). كان هذا هو الفيلم الأخير الذي وزعته WDSSPR قبل حله بين استوديوهات والت ديزني وسوني بيكتشرز ريليسنغ. ستواصل سوني إنتاج وتوزيع أفلامها في روسيا.

## القصة
يتم العمل بعد ثلاث سنوات من أحداث تجاذب. تتمتع جوليا (إيرينا ستارشينباوم)، التي تم إنقاذها من الموت بمساعدة تقنيات من خارج كوكب الأرض، بقدرات غير عادية الآن. أصبحت الفتاة موضوع البحث الذي أجري في المختبرات السرية بوزارة الدفاع. لا تجذب قدرات جوليا الجديدة الناس على الأرض فحسب، بل أصبحت تشكل تهديداً للحضارات خارج كوكب الأرض، بسبب أن الأرض مهددة بالغزو.

## الإنتاج

### تطوير
في مارس 2017، أكد مدير المشروع فيودور بوندارتشوك رسميًا استمرار المشروع؛ تم التخطيط لميزانية الجزء الثاني بمبلغ 645 مليون روبل روسي. استمرت العملية التحضيرية لمدة عام ونصف.
على عكس الجزء الأول، لا تجري الأحداث في حي تشيرتانوفو بموسكو، ولكن في الجزء الأوسط من موسكو، بما في ذلك إقليم جامعة موسكو الحكومية وخارجها. كما في الجزء الأول، شارك التصوير في المعدات الحديثة للقوات المسلحة الروسية، بما في ذلك سيارة أوروس سينات في نسخة السيدان، والتي تم إنشاؤها كجزء من مشروع كورتيج.

### التصوير
بدأ التصوير الرئيسي في 24 يوليو 2018، وغطى ما يقرب من 10000 كيلومتر وتم عقده في سرية تامة. تم تصوير طواقم تصوير في موسكو، وتم احتجازهم في سرية تامة، كالينينغراد و‌شبه جزيرة كامشاتكا و‌المجر.
تم تطويق منطقة موسكو بأكملها ليلاً لتصوير مشهد مطاردة بثماني كاميرات وطائرة هليكوبتر في أورليكوف لين وفي الشوارع المجاورة. تم تصوير جزء من المطاردة في جزء غير مكتمل من الطريق الدائري الرابع في موسكو، والذي كان مليئاً بالسيارات بشكل خاص.
قام الفنانون برحلة استكشافية مصغرة إلى كالينينغراد لتصوير حلقة فنلندية من بداية الفيلم، تم تصوير أحد المشاهد الأولى منها أثناء عاصفة حقيقية.
سافر طاقم الفيلم إلى شبه جزيرة كامشاتكا، لمدة يومين لالتقاط صورة مذهلة للمشهد الأخير، تم تصويرها في البركان الطبقي كسوداتش، والتي حدث انفجاره الأخير منذ 100 عام.
في استوديو "Origo Studio" في بودابست، تم تصوير بعض مشاهد الفيضانات المعقدة بمشاركة ما يقرب من 450 شخصاً في مرحلة متنقلة عملاقة شكلتها بركة عملاقة تغذيها صنابير الإطفاء. وهكذا، تم بناء سقف مبنى مكون من 9 طوابق بالحجم الكامل ومغمور تحت أحد مشاهد الفيلم.
لتصوير مشاهد تحت الماء، درست إيرينا ستارسينباوم الغوص لمدة شهرين قبل التصوير. سجلها هو 15 ساعة من التصوير في المسبح.

## الموسيقى
كتب الملحن إيغور فدوفين الموسيقى التصويرية لهذا الفيلم. كان متاحاً منذ 10 يناير 2020 على موسيقى.ياندكس و‌آي تيونز و BOOM.ru و‌فكونتاكتي. للتذكير، إيفان بورلييف هو من كتب موسيقى فيلم تجاذب (2017).
يُلاحظ مقطعين موسيقيين آخرين: فوق منازل سيروتكين، وأنا أحبك لبيلي إيليش.
يحتوي المقطع الدعائي آيماكس على أغنية "Universe Has No End" من ألبوم "Imagine Music Supreme II".
يحتوي المقطع الدعائي الآخر على ريمكس، أيضاً من "Imagine Music"، اللحن الشهير لبحيرة البجع للموسيقي بيتر إليتش تشايكوفسكي.

### مرحلة ما بعد الإنتاج
أعاد فريق استوديو المؤثرات الخاصة الروسية "Main Road Post"، المسؤول عن رسومات الفيلم، إنشاء موسكو إلى آخر التفاصيل باستخدام جهاز كمبيوتر لإنشاء مشهد رائع من نهاية العالم من الانغماس في الماء على نطاق واسع، التحدي، كما يقول أرمان ياخين، مدير الاستوديو.
يفخر مصممو الجرافيك أيضاً بمشهد معركة أرتيوم ضد كاموف كا-50.

## الإصدار
تم إصدار الفيلم في الاتحاد الروسي في 1 يناير 2020 بواسطة استوديوهات والت ديزني سوني بيكتشرز ريليسنغ (WDSSPR).

### تسويق
سيعقد معرض كوميك كون روسيا 2019 في موسكو للمرة السادسة في الفترة من 3 إلى 6 أكتوبر في جناح "Crocus Expo Pavilion №1". بالتزامن مع المهرجان، سيقام المعرض السنوي الرابع عشر للترفيه التفاعلي "IgroMir".
عُرض المقطع الدعائي 48 في 23 مايو 2019. وفي الوقت نفسه، تم إصدار مقطورة آيماكس في 12 ديسمبر 2019.
في الوقت الحالي، يتم تقديم المقطورات في النسخة الروسية الأصلية مع ترجمة باللغة الإنجليزية.

### مزود الوسائط
الفيلم هو ثالث فيلم لـ Bondarchuk، الذي تم إصداره بتنسيق آيماكس بعد ستالينغراد (فيلم 2013) و‌تجاذب (فيلم 2017).
صدر الفيلم في روسيا على أقراص دي في دي وبلو راي وآي تيونز في 3 مارس 2020.

## استقبال

### شباك التذاكر
اعتبارًا من 12 يناير 2020، جمع الفيلم 14.8 مليون دولار أمريكي دوليًا. توقع المبدعون أن تبلغ الإيرادات في النهاية 3 مليارات روبل روسي (48 مليون دولار أمريكي).
تكلفة الفيلم 10 مليون دولار أمريكي. اعتباراَ من 9 فبراير 2020، جمعت 16 مليون دولار أمريكي دولياً (16,108,069 دولار أمريكي)، بما في ذلك 82 مليون روبل روسي في اليوم الأول.
وللتذكير، بلغ إجمالي إيرادات شباك التذاكر للجزء الأول تجاذب (2017) 44 مليون روبل روسي خلال يومه الأول وتجاوز مليار روبل روسي (16 مليون دولار أمريكي) في دول رابطة الدول المستقلة. في عام 2017، شاهده أكثر من 4 ملايين متفرج في السينما، وكان هذا الفيلم أيضًا من أكثر الأفلام مشاهدة على «VOD».
في مجتمع رابطة الدول المستقلة، اعتباراً من 9 فبراير 2020، كان لدى الفيلم 3,583,764 متفرجاً، و 993,646,969 روبل روسي في إجمالي الإيرادات (16,049,862 دولار أمريكي)، 1,806 نسخة، مقابل 140,987 عرضاً، ويحتل الفيلم المرتبة الثانية في شباك التذاكر الروسي في عام 2020، تجاوز حرب النجوم: الحلقة التاسعة.